# Artch
Artch è una band power metal norvegese fondata a Sarpsborg. I temi della loro musica ruotano attorno alla storia, la guerra, la vita e il metal.

## Formazione
- Eirikur Hauksson - voce
- Cato André Olsen - chitarra
- Geir Nilssen - chitarra
- Bernt Jansen - basso
- Gudmund Bolsgård - batteria

## Discografia
- 1984 - Demo 1984 (demo)
- 1987 - Time Waits For No One (demo)
- 1988 - Another Return
- 1988 - Shoot to Kill / Reincarnation (singolo)
- 1991 - For the Sake of Mankind
- 2004 - Another Return - Live... And Beyond (DVD)